# 网脉耳蕨
网脉耳蕨（学名：Polystichum fraxinellum），又名柳叶蕨，为鳞毛蕨科耳蕨属下的一个种。

## 扩展阅读
- 維基物種上的相關：网脉耳蕨